# Seznam evroposlancev iz Irske (1984–1989)
Seznam evroposlancev iz Irske v mandatu 1984–1989.

## Seznam

### Connaught
- John McCartin
- Ray MacSharry
- Seán Flanagan

### Dublin
- Richie Ryan (zamenjal ga je Chris O'Malley leta 1986)[1]
- Mary Banotti
- Eileen Lemass
- Niall Andrews

### Leinster
- Mark Clinton
- Jim Fitzsimons
- Patrick Lalor

### Munster
- T.J. Maher
- Tom Raftery
- Tom O'Donnell
- Gene FitzGerald
- Sylvester Barrett